# Jean-Pierre Augereau
Jean-Pierre Augereau (* 27. September 1772 in Paris; † 25. September 1836 ebenda) war ein französischer General der Infanterie und auch der Kavallerie.

## Leben
Augereau entstammte bescheidenen Verhältnissen, sein Vater war Maurer und seine Mutter Verkäuferin. Der spätere Maréchal d’Empire Charles Pierre François Augereau war sein älterer Bruder und Brigadegeneral Raoul Augereau ein entfernter Nachfahre.
Mit Unterstützung seines Bruders meldete sich Augereau im September 1792 zur Armee. Nach kurzer Ausbildung wurde er Mitte Dezember desselben Jahres zur Armée ddu Nord versetzt. Ein Jahr später berief ihn General Louis-Charles de Flers zur Kavallerie seiner Armée des Pyrénées Orientales.
Nach einigen Beförderungen konnte Augereau im November 1795 im Rang eines Aide-de-camp seines Bruders zur Armée l’Italie wechseln. Im Juli 1798 stieg er in gleicher Position in den Generalstab von Guillaume-Marie-Anne Brune, dem damaligen Chef der Armée d’Helvetie. Als einige Zeit später sein Bruder mit der Leitung der Armée gallo-batavebetraut wurde, berief er wiederum seinen Bruder als seinen Aide-de-camp.
Als Napoleon I. seinen Feldzug nach Spanien plante, ließ er u. a. Augereau in den Generalstab von Jean Lannes versetzen. Augereau kämpfte neben Auguste François-Marie de Colbert-Chabanais in den Schlachten um Tuleda (1808), La Coruña (1809) und Talavera (1809) und ersetzte bei der Affaire de Vede-la-Calabza den schwer verletzten General Fouleau.
Augereau nahm an den Belagerungen von Saragossa (1809) und Ciudad Rodrigo 1810 teil und zeigte sich tapfer bei der Zerstörung des Wehrturms von Hostalric. Anschließend kehrte Augereau nach Paris zurück und war mehrheitlich mit militärischen Verwaltungsaufgaben betraut.
Als Napoleon seinen Krieg gegen Russland plante, beförderte er Augereau und versetzte ihn in den Stab von General Louis-Nicolas Davout. Nach der Schlacht an der Beresina konnte Augereau unverletzt nach Frankreich zurückkehren.
Als 1814 Napoleon nach der Schlacht bei Paris abdankte, begann Augerea das Haus Bourbon und damit König Ludwig XVIII. zu unterstützen. Mit Wirkung vom 1. Dezember 1824 wurde Augereau im Rang eines Mitglieds des Generalstabs (l’état-major général de l’armée) in den Ruhestand verabschiedet.
Jean-Pierre Augereau ließ sich in Paris nieder und starb dort zwei Tage vor seinem 64. Geburtstag am 25. September 1836. Er fand seine letzte Ruhestätte auf dem Friedhof Père-Lachaise (Div. 40); seine Grabstelle liegt neben dem seines Freundes General Louis Lemoine.

## Ehrungen
- 14. Juni 1804 Kommandeur der Ehrenlegion
- 13. August 1811 Baron de l’Empire
- 24. August 1814 Ordre royal et militaire de Saint-Louis